# Gustavo Oscar Zanchetta
Gustavo Oscar Zanchetta (Rosario, 28 febbraio 1964) è un vescovo cattolico argentino, dal 1º agosto 2017 vescovo emerito di Orán.

## Biografia
Gustavo Oscar Zanchetta è nato a Rosario il 28 febbraio 1964.

### Formazione e ministero sacerdotale
Il 20 dicembre 1982 ha ottenuto il diploma di tecnico meccanico elettricista presso l'Istituto industriale di La Cumbre, e quindi ha fatto qualche anno di formazione con i padri cappuccini di Quilmes. Nel 1984 ha seguito il primo anno di filosofia presso la Pontificia università cattolica argentina a Buenos Aires. Nel 1985 è entrato nel seminario "Regina degli Apostoli" di Quilmes ed ha seguito gli studi ecclesiastici nel Centro filosofico e teologico "San Toribio de Mogrovejo" di Quilmes.
Il 13 dicembre 1991 è stato ordinato presbitero per la diocesi di Quilmes da monsignor Jorge Novak. Nel 1993 è stato nominato segretario della commissione per i ministeri della Conferenza episcopale argentina. Ha quindi svolto i ministeri di vicario parrocchiale, parroco della parrocchia di San Francesco d'Assisi e amministratore parrocchiale della parrocchia di Nostra Signora del Puente a Berazategui, direttore del pre-seminario, economo del seminario maggiore, segretario del vescovo emerito di Quilmes, professore nel Profesorado de Ciencias Sagradas e nel seminario di Quilmes e consigliere del Movimiento Familiar Cristiano. Nel 2000 ha ottenuto la licenza in teologia fondamentale presso la Pontificia Università Gregoriana a Roma. Fino alla nomina episcopale è stato sottosegretario esecutivo della Conferenza episcopale argentina.

### Ministero episcopale
Il 23 luglio 2013 papa Francesco lo ha nominato vescovo di Orán. Ha ricevuto l'ordinazione episcopale il 19 agosto successivo nella cattedrale dell'Immacolata Concezione a Quilmes dall'arcivescovo metropolita di Corrientes Andrés Stanovnik, co-consacranti il vescovo di Quilmes Carlos José Tissera, il vescovo di La Rioja Marcelo Daniel Colombo, il vescovo di San Isidro Oscar Vicente Ojea Quintana e il vescovo ausiliare di Buenos Aires Enrique Eguía Seguí. La diocesi di Orán è situata nel nord del paese ed è caratterizzata dalla costante minaccia del narcotraffico, da povertà e altre problematiche.
Il 29 luglio 2016 monsignor Zanchetta si è allontanato dalla sua diocesi, giustificandosi qualche giorno dopo con una lettera in cui ha parlato di un problema di salute non meglio precisato. Qualche giorno dopo Gabriel Acevedo, vicario generale della diocesi ha comunicato alla Conferenza episcopale argentina che Zanchetta era ospite dell'arcidiocesi di Corrientes dell'arcivescovo Andrés Stanovnik. Due mesi dopo Zanchetta è tornato in pubblico alla cerimonia di apertura dell'anno scolastico dell'Università ecclesiastica di San Damaso, senza mostrare problemi di salute evidenti.
Il 19 dicembre 2017 papa Francesco lo ha nominato assessore dell'Amministrazione del patrimonio della Sede Apostolica, incarico fino allora del tutto inedito e, secondo alcuni, dai contorni non definiti. Nel settembre 2021 è cessato da tale incarico.

## Procedimenti giudiziari
Alla fine del 2018 viene accusato da tre seminaristi maggiorenni di violenze sessuali e da altri dieci di abusi di potere e di una cattiva gestione finanziaria.
Il 21 novembre 2019, il procuratore dell'Ufficio sulla violenza di genere e sui crimini contro l’integrità sessuale di Orán ha richiesto un mandato di cattura internazionale nei suoi confronti nel caso di non presentarsi all'udienza prevista per il 27 novembre 2019 a Salta. Il 4 marzo 2022 è stato condannato dal Tribunale di Orán a quattro anni e mezzo di carcere per violenza sessuale su due ex seminaristi.

## Genealogia episcopale
La genealogia episcopale è:
- Cardinale Scipione Rebiba
- Cardinale Giulio Antonio Santori
- Cardinale Girolamo Bernerio, O.P.
- Arcivescovo Galeazzo Sanvitale
- Cardinale Ludovico Ludovisi
- Cardinale Luigi Caetani
- Cardinale Ulderico Carpegna
- Cardinale Paluzzo Paluzzi Altieri degli Albertoni
- Papa Benedetto XIII
- Papa Benedetto XIV
- Papa Clemente XIII
- Cardinale Bernardino Giraud
- Cardinale Alessandro Mattei
- Cardinale Pietro Francesco Galleffi
- Cardinale Giacomo Filippo Fransoni
- Cardinale Carlo Sacconi
- Cardinale Edward Henry Howard
- Cardinale Mariano Rampolla del Tindaro
- Cardinale Antonio Vico
- Arcivescovo Filippo Cortesi
- Arcivescovo Zenobio Lorenzo Guilland
- Vescovo Anunciado Serafini
- Cardinale Antonio Quarracino
- Papa Francesco
- Arcivescovo Andrés Stanovnik, O.F.M.Cap.
- Vescovo Gustavo Oscar Zanchetta